# Lothar Debes
Lothar Debes, född den 21 juni 1890 i Eichstätt, död den 14 juli 1960 i Osnabrück, var en tysk Gruppenführer och generallöjtnant i Waffen-SS. 
Debes var befälhavare för 10. SS-Panzer-Division Frundsberg från februari till november 1943 och 6. SS-Gebirgs-Division Nord från november 1943 till maj 1944. I juni 1944 var han under en kort tid befälhavare för Waffen-SS "Ost" med säte i Krakau. Från juni 1944 till krigsslutet var han befälhavare för Waffen-SS i Italien.